# Pandemia de COVID-19 en Oklahoma
El primer caso de la pandemia de enfermedad por coronavirus en  Oklahoma, estado de los Estados Unidos, inició el 7 de marzo de 2020. Hay 1,018,328 casos confirmados y 14,166 fallecidos.

## Cronología

### Febrero
A mediados de febrero, un epidemiólogo que se desempeñaba como director médico de un pequeño hospital en Bristow, Oklahoma, se preocupó de que los datos procedentes de China indicaran una posible pandemia. Organizó un equipo de respuesta ciudadana que incluía una cadena telefónica, equipos de adolescentes y estudiantes universitarios listos para entregar alimentos a las personas mayores y un programa de alimentación escolar para niños.

### Marzo
El 7 de marzo de 2020, se confirmó el primer caso de COVID-19 en Oklahoma. El paciente tenía unos 50 años y regresó de Italia el 23 de febrero. Comenzó a mostrar síntomas el 29 de febrero.
El 11 de marzo, Rudy Gobert, un centro para los Utah Jazz, estaba enfermo antes del partido programado entre el Jazz y el Oklahoma City Thunder en Oklahoma City. Fue llevado al hospital y dio positivo por COVID-19. El juego fue suspendido y la NBA suspendió la temporada ese día. Luego se evaluó a todo el equipo y a su personal, utilizando 58 de las 100 pruebas asignadas de Oklahoma para el día. El compañero de equipo de Gobert, Donovan Mitchell, también dio positivo. Los jugadores y el personal regresaron a Utah y las dos pruebas positivas no se contaron en las estadísticas COVID-19 de Oklahoma.
El 13 de marzo, hubo 4 casos en Oklahoma, incluido el primer caso en Oklahoma City, una mujer de unos 60 años que recientemente regresó de Florida.
El 19 de marzo se confirmó la primera muerte por COVID-19 en el estado, el difunto era un hombre de 50 años que vivía en Tulsa.

### Abril
El 1 de abril, el número de casos aumentó a 719, un aumento del 27%. El Condado de Greer fue agregado a la lista de condados con casos COVID-19. Siete personas murieron de COVID-19: 3 en el condado de Oklahoma y 1 en Greer, Kay, Mays y Osage, lo que eleva el número de muertos a 30. No se han reportado recuperaciones. El 37% de las pruebas realizadas han dado resultados positivos. Ahora hay suficientes suministros para 13,000 pruebas, por lo que el comisionado de salud Gary Cox y el gobernador instaron a los proveedores de atención médica y centros de pruebas a ofrecer pruebas a cualquier persona con síntomas de COVID-19. El gobierno de Oklahoma extendió la orden de seguridad en el hogar hasta el 30 de abril; esto se aplica a los residentes de Oklahoma de 65 años o más, así como a las personas con baja inmunidad.
El 2 de abril, hubo 879 casos confirmados, un aumento del 22%. Hubo cuatro muertes más: un hombre en el grupo de edad de 36 a 49 años y 3 hombres en el grupo de edad de más de 65 años.